# Teratozoospermia
Teratozoospermia – termin określający zbyt niski odsetek plemników o prawidłowej budowie (morfologii) w ejakulacie. Zgodnie z najnowszymi rekomendacjami WHO odsetek plemników o prawidłowej budowie powinien wynosić 4% (wcześniejsza, już nieobowiązująca rekomendacja WHO z 1999 roku wyznaczała poziom morfologii plemników wynoszący 14%) - jeśli w nasieniu pacjenta stwierdza się poziom niższy niż 4%, to można podejrzewać u niego teratozoospermię. Poziom ten został wyznaczony dzięki międzynarodowym badaniom populacyjnym.
W ocenie prawidłowości budowy plemników bierze się pod uwagę obecność defektów z ich główce, wstawce oraz witce. Wystarczy jeden defekt w którymkolwiek z tych regionów aby plemnik był zaklasyfikowany jako nieprawidłowy.
Odsetek plemników o prawidłowej morfologii waha się w nasieniu od 0 do 30%, rzadko kiedy przekraczając wartości rzędu 25%.